# Martin Roche
Martin Roche est un architecte américain né le 15 août 1855 et mort le 4 juin 1927.
Il fait partie de l'École de Chicago. Il a travaillé avec William Le Baron Jenney et a fondé le cabinet d'architecte Holabird and Root avec William Holabird. Il a introduit l'Art déco à Chicago.